# يو تي في عراق
يو تي في عراق هي قناة فضائية عراقية، بدأت البث في 24 أبريل 2020 عبر القمر الصناعي نايل سات، وتعرض مجموعة متنوعة من البرامج تشمل الترفيهية والإخبارية والثقافية.
أسسها ويرأس مجلس إدارتها سرمد الخنجر. تستهدف القناة المجتمع العراقي بمختلف اهتماماته وتوجهاته، مع التركيز على الشباب الذين يشكلون الشريحة الأوسع فيه.

## البرامج
- ولاية بطيخ
- استوديو بنج عام
- الحق يقال مع عدنان الطائي
- مع ملا طلال
- U Trending
- ألف عافية
- هاتريك
- جيل الطيبين
- بالتفصيل مع ناطق
- شهادات خاصة مع حميد عبد الله
- U Tour
- Stars on UTV
- صباحكم
- ست الكل
- مجتمعات صغيرة
- كاش لايف
- نور رمضان
- Iraq GT
- افتح يا سمسم
- أهلاً سمسم

## المسلسلات
- بنج عام
- فايروس
- قط احمر
- قسطرة
- الهروب
- حكاية حب
- وطن
- حلم وخيال
- الكادود
- قط أحمر 2
- الكاسر
- انتقام روح
- غيد
- قط أحمر 3
- قصة
- وطن 2
- قط احمر 4
- عالم الست وهيبة 2
- قط احمر 5
- مالك
- عفو عام